# Лабро
Лабро (итал. Labro) је насеље у Италији у округу Ријети, региону Лацио.
Према процени из 2011. у насељу је живело 142 становника. Насеље се налази на надморској висини од 609 м.

## Становништво
| 1936. | 1951. | 1961. | 1971. | 1981. | 1991. | 2001. | 2011. |
| ----- | ----- | ----- | ----- | ----- | ----- | ----- | ----- |
| 800   | 725   | 558   | 382   | 340   | 293   | 352   | 344   |